# رولاند فولفارث
رولاند فولفارث (انگلیسی: Roland Wohlfarth؛ زادهٔ ۱۱ ژانویهٔ ۱۹۶۳) بازیکن فوتبال اهل آلمان است.
از باشگاه‌هایی که در آن بازی کرده‌است می‌توان به باشگاه فوتبال سن-اتین، باشگاه فوتبال دویسبورگ، باشگاه فوتبال بوخوم، و باشگاه فوتبال بایرن مونیخ اشاره کرد.
وی همچنین در تیم‌های ملی فوتبال جوانان آلمان و زیر ۲۱ سال آلمان و آلمان بازی کرده‌است.